# USA:s försvarsminister
USA:s försvarsminister (engelska: Secretary of Defense) är chef för försvarsdepartementet (Department of Defense), samt är presidentens främste rådgivare i samtliga frågor som berör försvarsdepartementet (”principal assistant to the President in all matters relating to the Department of Defense”). Ministerstyre råder och beteckningen försvarsdepartementet inkluderar alla dess underlydande myndigheter, enheter och förband.
Försvarsministern utnämns av presidenten efter att senatens råd och samtycke erhållits. Behörighetskravet för att kunna utnämnas till USA:s försvarsminister är att personen ifråga inte har tjänstgjort som officer på aktiv stat i någon av USA:s väpnade styrkor närmare än sju år före tillträdesdatumet. Under överinseende av presidenten – i dennes grundlagsstadgade roll som krigsmaktens högste befälhavare – och kongressen – i dess grundlagsstadgade roll som lagstiftare och anslagsbeviljare – leder försvarsministern försvarsdepartmentet och de väpnade styrkorna däri.
Försvarsministern är ledamot av både kabinettet och nationella säkerhetsrådet samt anses vara en av de fyra viktigaste ministerposterna tillsammans med utrikesministern, finansministern och justitieministern. Den mest naturliga rivalen bland kabinettsledamöterna i sakfrågor är utrikesministern och vid flera tidpunkter har det förekommit spänningar mellan de bägge respektive ämbetsinnehavarna som blivit allmänt kända i pressen, till exempel mellan Caspar Weinberger och George Shultz i Ronald Reagans regering och mellan Donald Rumsfeld och Colin Powell i George W. Bushs regering. Den nuvarande försvarsministern är Lloyd Austin, som är den första afroamerikanen som innehar posten.

## Kommandokedja
Det finns två stycken grenar av kommandokedjan för de väpnade styrkorna som båda utgår från och sammanlänkas med försvarsministern:
- Administrative control:I frågor som rör förvaltning, organisation, utrustning och utbildning finns under försvarsministern särskilda ministrar för respektive militärdepartement: arméministern (Secretary of the Army), marinministern (Secretary of the Navy) och flygvapenministern (Secretary of the Air Force).
- Operational control: I frågor som rör operativ ledning av stridskrafterna lyder tio försvarsgrensövergripande militärbefälhavare, avgränsade på geografisk eller funktionell basis, direkt under försvarsministern. Försvarschefen kan fungera som mellanhand. Det är försvarsministern som godkänner alla förflyttningar av trupp mellan olika militärbefälhavare.[6]

## Historik
Försvarsministerämbetet tillkom med 1947 års National Security Act, som även gjorde flygvapnet fristående från armén samt skapade CIA. Innan dess var krigsdepartementet (armén) och marindepartementet (flottan & marinkåren) separata regeringsdepartement med varsin minister i kabinettet. I stora drag så var armén positivt inställd till ökad samordning och centralisering medan flottan och marinkåren var negativt inställda och ville bevara så stor handlingsfrihet åt sig själva som möjligt. Försvarsministern övertog krigsministerns plats i presidentämbetets successionsordning samt i andra ceremoniella sammanhang. James Forrestal som tidigare var marinminister, och motståndare till inrättandet av försvarsministerämbetet, tillträdde som den förste försvarsministern. Under de två första åren kunde försvarsministern i den kompromiss som godtogs 1947 endast utfärda allmänna direktiv till försvarsgrensministrarna, och analogt med utformningen av det tionde tillägget till USA:s konstitution så behöll försvarsgrensministrarna de befogenheter som inte uttryckligen tilldelats försvarsministern och de var fortsatt medlemmar av presidentens kabinett och nationella säkerhetsrådet varför försvarsministerns uppgift att samordna försvarsväsendet var i praktiken ett omöjligt uppdrag. Detta ändrades av kongressen genom en lagändring 1949 på rekommendation av president Harry Truman. 
Den andre mannen på posten, Louis A. Johnson, utnyttjade de nya befogenheterna till fullo när han öppet favoriserade flygvapnet och avbeställde flottans nya hangarfartyg USS United States den 23 april 1949, endast fem dagar efter att kölen hade sträckts. Marinminister John L. Sullivan avgick omedelbart i protest. Det ledde i sin tur till vad som brukar kallas för amiralernas revolt som ledde till att flottan inledde som hämnd för avbeställningen en smutskastningskampanj riktad mot flygvapnet och flygvapenministern Stuart Symington, och som slutade med att chefen för flottan amiral Louis E. Denfeld ofrivilligt skiljdes från sin befattning i december samma år. 
Ytterligare centralisering och konsolidering skedde med de lagändringar som gjordes 1958 på president Dwight Eisenhowers inrådan och som Robert McNamara senare utnyttjade till fullo under 1960-talet då han skapade flera från militärdepartementen fristående myndigheter som exempelvis Defense Intelligence Agency och föregångaren till dagens Defense Logistics Agency. Den sista större lagtekniska revisionen - Goldwater-Nichols - skedde 1986 och fastställde försvarsministerns överhöghet inom försvarsdepartementet samt stärkte ställningen för försvarschefen och militärbefälhavarna gentemot militärdepartementens civila ministrar och militära stabschefer.

## Stabsorganisation
Försvarsministerns tjänstekontor ligger i försvarshögkvarteret Pentagon i Arlington, Virginia vid floden Potomacs västra strand. Den biträdande försvarsministern är försvarsdepartementets näst högste befattningshavare och kan utöva försvarsministerns samtliga befogenheter i den mån försvarsministern medger detta, samt i den utsträckning som tillämplig lagtext eller exekutiv order tillåter försvarsministern att vidaredelegera ämbetets befogenheter.

### Kansliet

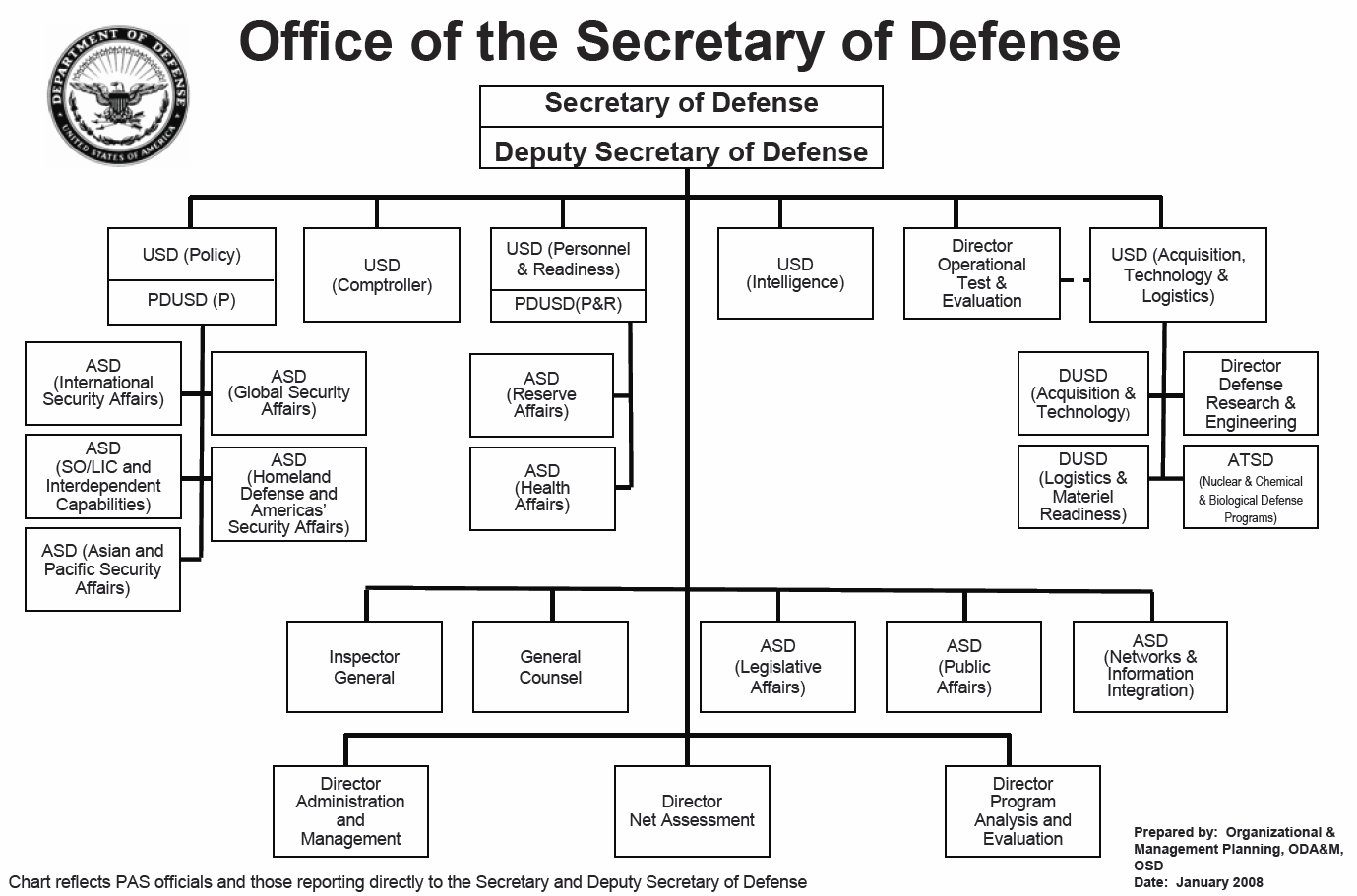
Organisationsschema för försvarsministerns kansli (januari 2008).

Försvarsministerns kansli (Office of the Secretary of Defense) består av drygt 2000 medarbetare. Försvarsministerns närmaste medarbetare är en civil seniorrådgivare (Special Assistant to the Secretary of Defense) och en militär chefsadjutant (Senior Military Assistant to the Secretary of Defense) med generallöjtnant/viceamirals grad. Avdelningarna inom OSD leds av politiskt tillsatta befattningshavare; statssekreterare (Under Secretaries of Defense), högre rang; eller enhetschefer (Assistant Secretaries of Defense), lägre rang. Befattningshavare med titlar som Deputy Under Secretary of Defense och Deputy Assistant Secretary of Defense är vanligtvis inte politiskt tillsatta utan hör i regel till den civila chefstjänstemannakåren Senior Executive Service, eller i vissa fall till den militära officerskåren.

### Joint Chiefs of Staff
Försvarschefen (Chairman of the Joint Chiefs of Staff) är yrkesofficeren i det amerikanska försvaret med högst rangställning. Försvarschefen arbetar direkt för försvarsministern och är dennes och presidentens främste yrkesmilitäre rådgivaren. Försvarschefen är ordförande för Joint Chiefs of Staff som kollektivt utgör ett rådgivande organ i militärstrategi och resursallokeringsfrågor. Försvarschefen biträds av en vice försvarschef (Vice Chairman of the Joint Chiefs of Staff) med graden fyrstjärnig general eller amiral. Samfällda The Joint Staff utgör försvarschefens militära stab och består av särskilt utvalda officerare från samtliga vapenslag och leds direkt av en generallöjtnant eller viceamiral (Director of the Joint Staff).

## Försvarsministerämbetets successionsordning
Den 1 mars 2010 ändrade president Barack Obama successionsordningen rörande vem som kommer att överta försvarsministers roll i händelse av vakans i ämbetet genom exekutiv order 13533, till följande:
1. Biträdande försvarsministern (Deputy Secretary of Defense)
2. Arméministern (Secretary of the Army)
3. Marinministern (Secretary of the Navy)
4. Flygvapenministern (Secretary of the Air Force)
5. Statssekreteraren för upphandling, teknologi och logistik (Under Secretary of Defense for Acquisition, Technology, and Logistics)
6. Statssekreteraren för policyfrågor (Under Secretary of Defense for Policy)
7. Statssekreteraren för budgetstyrning (Under Secretary of Defense (Comptroller))
8. Statssekreteraren för personal- och beredskapsfrågor (Under Secretary of Defense for Personnel and Readiness)
9. Statssekreteraren för underrättelsetjänst (Under Secretary of Defense for Intelligence)

President George W. Bush flyttade genom exekutiv order 13394 (utfärdad 22 december 2005) fram några av statssekreterarposterna framför försvarsgrensministrarna, vilken var ett avsteg från den ordning som gällt sedan president Harry S. Trumans exekutiva order 10332 från 1952. Obama har sålunda återställt den traditionella ordningsföljden. 

## Ämbetsinnehavare från 1947
| Nr |  | Försvarsminister                           | Tillträdde        | Avgick            | Varaktighet        | Parti | Parti          | President | Ref    |
| -- |  | ------------------------------------------ | ----------------- | ----------------- | ------------------ | ----- | -------------- | --- | ------ |
| 1  |  | James V. Forrestal (1892–1949)             | 17 september 1947 | 28 mars 1949      | 1 år och 192 dagar |       | Demokraterna   | Harry S. Truman (D)                                                                                                  | [ 7 ]  |
| 2  |  | Louis A. Johnson (1891–1966)               | 28 mars 1949      | 19 september 1950 | 1 år och 175 dagar |       | Demokraterna   | Harry S. Truman (D)                                                                                                  | [ 8 ]  |
| 3  |  | George C. Marshall (1880–1959)             | 21 september 1950 | 12 september 1951 | 0 år och 356 dagar |       | Demokraterna   | Harry S. Truman (D)                                                                                                  | [ 9 ]  |
| 4  |  | Robert A. Lovett (1895–1986)               | 17 september 1951 | 20 januari 1953   | 1 år och 125 dagar |       | Republikanerna | Harry S. Truman (D)                                                                                                  | [ 10 ] |
| 5  |  | Charles E. Wilson (1890–1961)              | 20 januari 1953   | 8 oktober 1957    | 4 år och 261 dagar |       | Republikanerna | Dwight D. Eisenhower (R)                                                                                             | [ 11 ] |
| 6  |  | Neil H. McElroy (1904–1972)                | 9 oktober 1957    | 1 december 1959   | 2 år och 53 dagar  |       | Republikanerna | Dwight D. Eisenhower (R)                                                                                             | [ 12 ] |
| 7  |  | Thomas S. Gates (1906–1983)                | 2 december 1959   | 20 januari 1961   | 1 år och 49 dagar  |       | Republikanerna | Dwight D. Eisenhower (R)                                                                                             | [ 13 ] |
| 8  |  | Robert S. McNamara (1916–2009)             | 21 januari 1961   | 29 februari 1968  | 7 år och 39 dagar  |       | Republikanerna | John F. Kennedy (D) (21 januari 1961 – 22 november 1963) Lyndon B. Johnson (D) (22 november 1963 – 29 februari 1968) | [ 14 ] |
| 9  |  | Clark M. Clifford (1906–1998)              | 1 mars 1968       | 20 januari 1969   | 0 år och 325 dagar |       | Demokraterna   | Lyndon B. Johnson (D)                                                                                                | [ 15 ] |
| 10 |  | Melvin R. Laird (1922–2016)                | 22 januari 1969   | 29 januari 1973   | 4 år och 7 dagar   |       | Republikanerna | Richard Nixon (R) | [ 16 ] |
| 11 |  | Elliot L. Richardson (1920–1999)           | 30 januari 1973   | 24 maj 1973       | 0 år och 114 dagar |       | Republikanerna | Richard Nixon (R) | [ 17 ] |
| —  |  | William P. Clements, Jr. (tf.) (1917–2011) | 24 maj 1973       | 2 juli 1973       | 0 år och 39 dagar  |       | Republikanerna | Richard Nixon (R) |        |
| 12 |  | James R. Schlesinger (1929–2014)           | 2 juli 1973       | 19 november 1975  | 2 år och 140 dagar |       | Republikanerna | Richard Nixon (R) (2 juli 1973 – 9 augusti 1974) Gerald Ford (R) (9 augusti 1974 – 19 november 1975)                 | [ 18 ] |
| 13 |  | Donald H. Rumsfeld (1932–2021)             | 20 november 1975  | 20 januari 1977   | 1 år och 61 dagar  |       | Republikanerna | Gerald Ford (R) | [ 19 ] |
| 14 |  | Harold Brown (1927–2019)                   | 21 januari 1977   | 20 januari 1981   | 3 år och 365 dagar |       | Demokraterna   | Jimmy Carter (D) | [ 20 ] |
| 15 |  | Caspar W. Weinberger (1917–2006)           | 21 januari 1981   | 23 november 1987  | 6 år och 306 dagar |       | Republikanerna | Ronald Reagan (R) | [ 21 ] |
| 16 |  | Frank C. Carlucci III (1930–2018)          | 23 november 1987  | 20 januari 1989   | 1 år och 58 dagar  |       | Republikanerna | Ronald Reagan (R) | [ 22 ] |
| —  |  | William Howard Taft IV (tf.) (född 1945)   | 20 januari 1989   | 20 mars 1989      | 0 år och 59 dagar  |       | Republikanerna | George H. W. Bush (R)                                                                                                |        |
| 17 |  | Richard B. Cheney (född 1941)              | 21 mars 1989      | 20 januari 1993   | 3 år och 305 dagar |       | Republikanerna | George H. W. Bush (R)                                                                                                | [ 23 ] |
| 18 |  | Leslie Aspin, Jr. (1938–1995)              | 21 januari 1993   | 3 februari 1994   | 1 år och 13 dagar  |       | Demokraterna   | Bill Clinton (D) | [ 24 ] |
| 19 |  | William J. Perry (född 1927)               | 3 februari 1994   | 24 januari 1997   | 2 år och 356 dagar |       | Demokraterna   | Bill Clinton (D) | [ 25 ] |
| 20 |  | William S. Cohen (född 1940)               | 24 januari 1997   | 20 januari 2001   | 3 år och 362 dagar |       | Republikanerna | Bill Clinton (D) | [ 26 ] |
| 21 |  | Donald H. Rumsfeld (1932–2021)             | 20 januari 2001   | 18 december 2006  | 5 år och 332 dagar |       | Republikanerna | George W. Bush (R)                                                                                                   | [ 27 ] |
| 22 |  | Robert M. Gates (född 1943)                | 18 december 2006  | 30 juni 2011      | 4 år och 194 dagar |       | Republikanerna | George W. Bush (R) (18 december 2006 – 20 januari 2009) Barack Obama (D) (22 januari 2009 – 30 juni 2011)            | [ 28 ] |
| 23 |  | Leon Panetta (född 1938)                   | 1 juli 2011       | 27 februari 2013  | 1 år och 241 dagar |       | Demokraterna   | Barack Obama (D) | [ 29 ] |
| 24 |  | Chuck Hagel (född 1946)                    | 27 februari 2013  | 17 februari 2015  | 1 år och 355 dagar |       | Republikanerna | Barack Obama (D) | [ 30 ] |
| 25 |  | Ashton Carter (1954–2022)                  | 17 februari 2015  | 20 januari 2017   | 1 år och 338 dagar |       | Demokraterna   | Barack Obama (D) | [ 31 ] |
| 26 |  | James Mattis (född 1950)                   | 20 februari 2017  | 1 januari 2019    | 1 år och 346 dagar |       | Partilös       | Donald Trump (R) | [ 32 ] |
| 27 |  | Mark Esper (född 1964)                     | 23 juli 2019      | 8 november 2020   | 1 år och 108 dagar |       | Republikanerna | Donald Trump (R) | [ 33 ] |
| —  |  | Christopher C. Miller (tf.) (född 1965)    | 8 november 2020   | 20 januari 2021   | 0 år och 80 dagar  |       | Republikanerna | Donald Trump (R) |        |
| 28 |  | Lloyd Austin (född 1953)                   | 22 januari 2021   | Nuvarande         | 4 år och 81 dagar  |       | Demokraterna   | Joe Biden (D) | [ 34 ] |
| —  |  | Robert G. Salesses (tf.)                   | 20 november 2025  | 25 januari 2025   | 0 år och 5 dagar   |       | Republikanerna | Donald Trump (R) |        |
| 29 |  | Pete Hegseth (född 1980)                   | 25 januari 2025   | Nuvarande         | 0 år och 78 dagar  |       | Republikanerna | Donald Trump (R) |        |